# بيت محمود (الرضمة)

تعديل مصدري - تعديل

بيت محمود هي إحدى قرى عزلة البكرة بمديرية الرضمة التابعة لمحافظة إب، بلغ تعداد سكانها 367 نسمة حسب تعداد اليمن لعام 2004.